# Boeing MQ-25 Stingray
Boeing MQ-25 Stingray je bespilotna letjelica za dopunu gorivom u zraku koja je proizašla iz programa Carrier-Based Aerial-Fueling System (CBARS), koji je proizašao iz ranijeg programa Unmanned Carrier-Launched Airborne Surveillance and Strike (UCLASS). MQ-25 je prvi put poletio 19. rujna 2019.
Mornarica Sjedinjenih Američkih Država započela je s naporima da razvije UAV baziran na nosaču zrakoplova 2006. Izvorni UCLASS koncept bio je za nevidljivu udarnu platformu sposobnu probiti neprijateljsku protuzračnu obranu. Godine 2012. zahtjevi su smanjeni kako bi se stvorio zrakoplov orijentiran na obavještajne poslove, nadzor i izviđanje (ISR) koji bi se mogao brzo razviti za provođenje protuterorističkih misija niskog intenziteta.
Kontraradmiral Michael Manazir je predložio da bi tri od ovih UCAV-ova mogla letjeti s F-35 za dopunu goriva i rad senzora. Viceadmiral Mike Shoemaker je rekao da MQ-25 može produžiti Super Hornet 830 km borbeni radijus bez goriva iznad 1300 km-a. Cilj mornarice za zrakoplove je biti u stanju isporučiti 6,800 kg goriva ukupno za 4 do 6 aviona na dometu od 930 km. Mornarica je objavila konačni MQ-25 Stingray zahtjev za ponudu u listopadu 2017. Lockheed Martinu, Boeingu, Northrop Grummanu i General Atomicsu .
Krajem travnja 2019., prvi testni zrakoplov MQ-25 (T-1 ili "Rep 1") prevezen je cestom iz Boeingove tehničke tvornice u međunarodnoj zračnoj luci Lambert u St. Louisu preko rijeke Mississippi do zračne luke MidAmerica St. Louis, koji je spojen sa zračnom bazom Scott . Nakon testova, Savezna uprava za zrakoplovstvo certificirala je zrakoplov i odobrila zračni prostor za testiranje leta. MQ-25 obavio je svoj prvi let 19. rujna 2019.
U prosincu 2020. Boeing je objavio video koji prikazuje prvi let MQ-25 s vanjskim spremnikom goriva.
Dana 4. lipnja 2021. obavljen je prvi test punjenja gorivom, s MQ-25 koji je opskrbljivao gorivom F/A-18F Super Hornet. MQ-25 je krenuo iz zračne luke MidAmerica u Mascoutahu, Illinois, uz potporu eskadrile VX-23 za testiranje i procjenu zrakoplova. Misija je trajala oko 4,5 sata s dva zrakoplova koja su izvodila mnoga spajanja više od 10 minuta gdje je ukupno prebačeno skoro 150 kg goriva. Daljnji testovi punjenja goriva obavljeni su s E-2 i F-35C. Kineska Narodna oslobodilačka vojska smatra da MQ-25 povećava otpornost američkih nosača zrakoplova.

## Dizajn
Boeingov MQ-25 dizajn pokreće jedan Rolls-Royce AE 3007N turboventilatorski motor koji isporučuje 10.000 lbf (44 kN) potiska; ovo je varijanta motora koji se koristi za pogon mornaričkog MQ-4C Tritona. Zrakoplov je manje prikriven od bespilotnih letjelica s letećim krilima. Ima prikriveno oblikovanje trupa, ulazni otvor u ravnini za zaštitu lopatica motora od radara i V-repa.

## Specifikacije (MQ-25A)
- Duljina: 15,5 m
- Raspon krila: 22,9 m raširenih krila, 9,54 m sklopljenih
- Visina: 3,0 m raširenih krila, (4,79 m sklopljenih
- Pogon: 1 × Rolls-Royce AE 3007N turbofan, potisak >10.000 lbf (>44 kN)

### Performanse
- Domet: 930 km pri isporuci ≥7.250 kg goriva

### Naoružanje
- Čvrste točke: 2 × podkrilne stanice
- Drugi:
  - Cobham Aerial Refueling Store  (ARS)